# Galeazzo I Visconti
Galeazzo I Visconti (21 gennaio 1277 – Pescia, 6 agosto 1328) fu signore di Milano dal 1322 al 1328.

## Biografia

### La giovinezza
Si dice che Galeazzo sia nato il giorno stesso in cui il prozio Ottone Visconti sconfisse i guelfi della fazione dei Della Torre nella battaglia di Desio.

### La carriera politica
Nel 1298 Galeazzo fu nominato podestà di Novara, carica che ricoprì fino all'anno seguente.
Nel 1300 il padre decise di associarlo al governo di Milano. Nel 1302, a capo dell'esercito milanese, assediò Pavia, tuttavia venne respinto, ma proprio in quel torno di tempo i Della Torre e il partito guelfo scacciarono i Visconti dalla città lombarda. Mentre il padre Matteo si rifugiò a Motteggiana presso gli Scaligeri, Galeazzo si recò presso la famiglia del suocero a Ferrara, dove nacquero i suoi figli. Nel 1310 fu podestà di Trevigi. Quando nel 1311 suo padre recuperò la Signoria su Milano grazie all'appoggio dell'imperatore Enrico VII, Galeazzo fu nominato vicario imperiale in Cremona, espulso nell'anno seguente da Guglielmo Cavalcabò, capo dei guelfi quindi nominato nel 1313 vicario imperiale di Piacenza.
Il possesso di Piacenza gli permise, nel 1321, di sconfiggere i Cavalcabò, padroni di Cremona, e di riprendersi quella città. Nell'ambito di questi conflitti nel settembre 1321 Galeazzo guidò l'assedio di Crema e Cremona e, nel successivo mese di novembre, sconfisse i guelfi di Piacenza e Lodi nella battaglia di Bardi.
Il 24 giugno 1322 il padre Matteo Visconti morì a Crescenzago. Galeazzo riunì il consiglio generale della città che lo nominò con consenso unanime successore del padre alla signoria di Milano e capitano del popolo per un anno. Lasciò il governo di Piacenza alla moglie Beatrice d'Este e al figlio Azzone. La situazione era difficile, gli eserciti fedeli al papa, di Firenze e del re di Napoli, Roberto d'Angiò, minacciavano il potere dei Visconti. Dalla sua parte, i ghibellini Cangrande della Scala, signore di Verona e Castruccio Castracani, signore di Lucca.

### I guelfi entrano a Piacenza e Parma
Alla fine di giugno del 1322 Raimondo di Cardona, luogotenente angioino in Lombardia, pose l'assedio al borgo fortificato di Bassignana. Galeazzo rispose immediatamente ordinando al fratello Marco di respingerlo. Questi si era già portato nelle vicinanze insieme al genovese Gherardino Spinola al comando di un esercito affiancato da una flotta sul Po. Il 6 luglio, verso le tre del pomeriggio, Marco assaltò il nemico sia per terra che sul fiume. La flotta fu sconfitta ma l'esercito riuscì ad ottenere una costosa vittoria dal momento che, stando almeno a quanto racconta il guelfo Villani, i viscontei persero circa trecento uomini e gli avversari la metà. Non è chiaro se il Cardona venisse o meno catturato per poi fuggire, fatto sta che riuscì a riparare a Valenza ma non prima di aver lasciato trecento cavalieri a presidio del borgo. Bassignana si arrese comunque pochi giorni dopo.
In seguito alle insidie tese da Galeazzo alla moglie Bianchina, il 9 ottobre Vergusio Landi con 400 fanti e 200-400 cavalieri fu introdotto segretamente a Piacenza e si impadronì della città. Beatrice d'Este si dice che riuscisse a distrarre il nemico gettando monete dal palazzo in cui risiedeva così da permettere al figlio Azzone di fuggire con una scorta di una dozzina di uomini. Alla fine del mese gli ambasciatori milanesi riferirono a Galeazzo la proposta di pace parte del legato pontificio ma questi ritenne le condizioni irricevibili. A questa sua posizione si opposero Lodrisio Visconti, Francesco da Garbagnate, grande amico del padre Matteo e Simone Crivelli che avevano dalla loro parte i maggiori condottieri delle truppe mercenarie tedesche e parte del popolo milanese. Le tensioni montarono al punto tale che l'8 novembre si verificarono tre scontri armati all'interno della città nei quali le truppe di Galeazzo ebbero la peggio tanto che fu costretto ad abbandonare Milano rifugiandosi a Lodi presso i Vistarini. La signoria della città fu conferita per un anno e con il beneplacito del legato pontificio a Jean de Chatillon, duca di Borgogna. Quando la notizia della cacciata di Galeazzo Visconti giunse a papa Giovanni XXII questo diede la facoltà al legato di sollevare l'interdetto da Milano. Il 27 novembre il Cardona prendeva possesso delle città di Piacenza e di Parma, che si era volontariamente sottoposta al papa.

### Galeazzo torna signore di Milano
All'inizio di novembre i guelfi capitanati da Tegnacca e Strazza Parravicini avevano reclutato un piccolo esercito nella Martesana al fine di prendere Monza. I monzesi inviarono messaggeri a Milano per chiedere aiuto ma Pagano da Casate, che aveva avuto l'ordine di intervenire, s'attardò (Bonincontro Morigia afferma che fosse intento a mangiare lasagne) così i Parravicini riuscirono ad introdursi e catturare la città grazie a Guzino Cavazza che aprì loro le porte. Lodrisio e Francesco da Garbagnate chiesero assistenza ad altre città alleate, in particolare ai Rusconi di Como e ai Tornelli di Novara e dopo aver radunato un esercito cercarono invano di scendere a trattative con il Cavazza e i Parravicini. Lodrisio spronò allora i soldati ad assaltare la città promettendo tre giorni di sacco. Il 16 novembre l'esercito visconteo attaccò la città che cadde rapidamente e venne messa a sacco (con l'eccezione del Monza) dato che la milizia dei guelfi, composta perlopiù da popolani scarsamente addestrati alle armi, offrì scarsa resistenza. Lodrisio si fece nominare podestà della città e ordinò di abbattere la porzione di mura che dava verso Milano.
Nel frattempo le trattative di pace caddero nel vuoto. All'inizio di dicembre strinse un accordo con Galeazzo e nella notte tra il 9 e 10 dicembre lo fece introdurre a Milano mentre Jean de Chatillon ne venne cacciato e insieme ad esso fuggirono i nobili milanesi che avevano appoggiato i disordini del mese precedente. Il 28 o 29 dicembre Galeazzo fu nuovamente riconosciuto quale signore di Milano e subito richiamò Marco Visconti dalla Liguria.

### La battaglia di Gorgonzola
Nel febbraio 1323 Raimondo de Cardona, esortato dai nobili milanesi fuggiti dalla città, divise le sue forze in due eserciti. Uno lo comandò personalmente e mosse contro le città di Alessandria e Tortona che si arresero senza combattere. L'altro, guidato dal nipote Gastone da Lomagra, composto da 6.000-12.000 fanti e 2.000-4.000 cavalieri, si spinse nella Gera d'Adda accampandosi a Caravaggio. Tra queste truppe vi erano anche piacentini guidati da Vergusio Landi, fiorentini al comando di Filippo Gabrieli e tedeschi capitanati da Enrico di Fiandra che aveva ottenuto dal pontefice la conferma a vicario di Lodi a danno dei Vistarini. I guelfi tramite legati invitarono il clero milanese ad abbandonare la città e diversi abati e chierici milanesi risposero all'appello così come molti importanti esponenti della nobiltà cittadina, presentandosi il 15 febbraio presso il campo di Caravaggio. Giovanni XXII al contempo proclamò una nuova crociata contro i Visconti. Il 25 febbraio 500 cavalieri al comando di Francesco da Garbagnate e Simone Crivelli guadarono l'Adda, due miglia a nord di Trezzo; il fiume, normalmente non guadabile, era forse ghiacciato a causa del rigidissimo inverno. Furono presto assaltati dai soldati di Marco Visconti che li sconfisse catturando e giustiziando di propria mano entrambi i comandanti. Quando il grosso dell'esercito guelfo passò il fiume, Marco si trovò in pesante inferiorità numerica per cui fu costretto a ritirarsi il giorno successivo a Vimercate e il 27 a Monza, lasciando che il nemico catturasse tutti e tre i ponti sull'Adda nel milanese ovvero Trezzo, Vaprio e Cassano. 
In aprile il Cardona si riunì al resto dell'esercito che nel frattempo aveva ottenuto significativi rinforzi da molte città lombarde, piemontesi ed emiliane. Galeazzo invece disponeva di scarse forze poiché molti signori ghibellini alleati si erano riconciliati con il pontefice e poté solo cercare di fortificare Milano facendo erigere un bastione all'esterno dei borghi della città. Il re di Germania Ludovico il Bavaro cercò inutilmente di convincere il legato pontificio a desistere dall'impresa ma riuscì a persuadere gli Scaligeri, i Bonacolsi e gli Este a supportare i Visconti. Il 19 aprile Marco e Luchino Visconti, al comando di 2.000 fanti e 1.000 cavalieri, uscirono da Milano e nel tardo pomeriggio si scontrarono con un esercito guelfo di circa 4.000 uomini e 2.000 cavalieri presso Trecella. Lo scontro terminò al calare delle tenebre con una vittoria dei guelfi che rimasero padroni del campo ma ebbero il doppio delle perdite. Luchino rimase gravemente ferito. Marco decise allora di ritirarsi nuovamente a Milano.

### L'assedio di Milano
Il Cardona non approfittò della precaria situazione in cui si trovava Galeazzo Visconti malgrado le esortazioni da parte dei nobili milanesi. L'11 giugno schierò un esercito di 30.000 uomini e 8.000 cavalieri davanti a Monza poi mosse verso Milano. Due giorni prima 400-800 cavalieri veronesi, mantovani e ferraresi erano entrati in città per rinforzare le file dell'esercito visconteo oltre a migliaia di fanti dalle città alleate. Marco Visconti inizialmente cercò di sbarrare la strada ai guelfi presso Sesto ma data la loro superiorità numerica preferì poi ritirarsi all'interno delle mura di Milano. Il 19 giugno i guelfi riuscirono a superare il bastione esterno incendiando i borghi di Porta Comasina, Porta Nuova e Porta Orientale e facendo strage degli abitanti. I fiorentini per scherno festeggiarono il palio poco fuori dalle mura della città. Il Cardona prese quindi alloggio presso il monastero della basilica di San Simpliciano e il nipote Gaston presso quello di Santo Spirito dopo essersi portato con cinquecento uomini all'assedio di Porta Vercellina. Come se non bastasse Gaspare Grassi, considerando la situazione favorevole, si ribellò a Galeazzo rendendosi signore di Cantù mentre i mercenari tedeschi che difendevano Milano si ammutinarono e furono ammansiti solo dalla concessione di una paga di seimila fiorini. Nei giorni seguenti il Cardona tentò di abbattere Porta Comasina con un gatto che venne incendiato dai difensori mentre Galeazzo riuscì con una sortita ad impadronirsi di alcune vettovaglie che avrebbero dovuto rifornire i guelfi. A luglio, a causa del caldo e delle condizioni igieniche, si diffuse un morbo (forse peste) che uccise trecento soldati guelfi, tra cui Gastone nipote del Cardona e infettò altri ottocento soldati. La sera del 25 luglio il Cardona tolse l'assedio e si ritirò a Monza. Il 9 ottobre il papa scomunicò Ludovico il Bavaro per l'aiuto fornito ai Visconti.

### La battaglia di Vaprio
Da agosto (per altri cronachisti settembre) a novembre i viscontei assediarono Monza senza successo ma nel gennaio del 1324 riuscirono a catturare Trezzo e Cassano. Per attirare i guelfi fuori da Monza, Galeazzo e Marco Visconti decisero quindi di attaccare Vaprio, ultimo ponte rimanente in mano al nemico. Il Cardona abboccò e si diresse con i Torriani e l'esercito verso quel borgo. I due eserciti avevano forze comparabili consistenti in diverse migliaia di fanti e un migliaio di cavalieri. Marco Visconti si accorse che Vaprio era scarsamente difesa e riuscì ad introdurre un manipolo di uomini con l'ordine di appiccare le fiamme alle case per creare scompiglio. Quando i guelfi si accorsero che Vaprio era in fiamme il loro morale crollò e si ritirarono verso l'Adda. I Visconti avevano però inviato la cavalleria a tagliar loro la strada e gruppi di arcieri nascosti nella boscaglia per scompaginarne le file. Non avendo più via di fuga, molti soldati guelfi vennero uccisi, affogarono nel fiume o furono presi prigionieri; i milanesi catturarono anche molte degli stendardi avversari. Simone della Torre cadde in battaglia, Raimondo de Cardona fu preso prigioniero mentre Enrico di Fiandra riuscì a malapena a riparare a Monza.

### L'assedio e la presa di Monza
Marco Visconti dopo la vittoria di Vaprio avrebbe voluto attaccare immediatamente Monza ma Galeazzo fu di parere opposto e pur essendosi accampato a Concorezzo, a sole tre miglia dalla città, decise di tornare a Milano. Enrico di Fiandra ebbe così il tempo di fortificare la città che si fece trovare preparata quando ad aprile il signore di Milano tornò ad assediarla con un esercito più numeroso. I monzesi riuscirono infatti ad effettuare una sortita in un cui incendiarono le macchine d'assedio nemiche e ne saccheggiarono i padiglioni costringendoli temporaneamente a ritirarsi. Presto però rinnovarono l'assedio e questa volta Galeazzo decise di bloccare ogni rifornimento. Inviò cinquecento fanti e trecento cavalieri al comando del cugino Vercellino Visconti con l'ordine di fortificare Desio e bloccare eventuali soccorsi provenienti da ovest. Il 27 aprile il piccolo esercito fu intercettato da cinquecento cavalieri al comando di Enrico di Fiandra e pesantemente sconfitto, tanto che gran parte dei soldati furono uccisi o presi prigionieri. Il territorio a nord di Monza, in particolare quello attorno al castello di Tegnoso era retto da famiglie alleati ai Visconti. Passerino della Torre insieme a Elia della Rocca e a un esercito di 1.200 fanti e altrettanti cavalieri lo assaltò riuscendo a catturarlo e saccheggiarlo per il mancato supporto tra parte dei soldati di Marco Visconti, accampato nella vicina Vimercate. Quando però poi Passerino cercò di tornare a Monza trovò la strada tagliata da circa quattrocento soldati del Visconti, che si erano appostati presso Albiate sopra le rive del Lambro. Ordinò ai suoi di abbandonare i bagagli e di forzare il blocco, combattendo valorosamente, ma riuscì a riparare a Monza al prezzo di circa trecento soldati morti o feriti. Per paura di un contrattacco Marco si portò a Desio senza neppure impadronirsi di quanto avevano lasciato i guelfi per la gioia dei contadini locali. Nei giorni successivi cadde anche Carate e vennero così interrotte tutte le vie di rifornimento a Monza. Nel frattempo Galeazzo ordinò di stringere ulteriormente la città facendo costruire tutt'intorno una fortificazione provvista di castelli in legno.
In settembre Monza era ormai ridotta alla fame pertanto i guelfi tentarono una sortita con un esercito di 1.500 fanti e 800 cavalieri guidato da Vergusio Landi contro le fortificazioni presso San Fedele, a nord della città, ma furono sconfitti da appena cinquecento cavalieri al comando di Marco Visconti, con la perdita di 380 uomini. Esasperati dalla fame e dalla rabbia, i guelfi saccheggiarono brutalmente la città e persino il tesoro del Duomo che fu portato prima a Piacenza e poi ad Avignone per essere in seguito restituito. Dopo otto mesi d'assedio, il 10 dicembre 1324 la città si arrese. Nel marzo 1325 Galeazzo ordinò l'edificazione del castello di Monza.
Nell'estate del 1325 Galeazzo inviò il figlio Azzone in Toscana a supporto di Castruccio Castracani contro i fiorentini. Lo scontro decisivo si verificò il 23 settembre con la battaglia di Altopascio dove i ghibellini riportarono una vittoria schiacciante. Nei giorni successivi caddero molti borghi della Lucchesia e l'11 novembre Castruccio entrò in trionfo a Lucca.

### La discesa in Italia di Ludovico il Bavaro
Dopo la cattura di Monza iniziarono le trattative di pace tra la Chiesa e i Visconti che ebbero quale intermediario il monzese Giovanni Moriggia. Ma se Galeazzo era ben disposto alla pace, non altrettanto lo erano i turbolenti fratelli Marco e Lodrisio che cercarono segretamente di ingraziarsi alcuni esponenti della nobiltà milanese per i propri fini. Marco inviò anche messi a Ludovico il Bavaro chiedendogli di scendere nuovamente in Italia al fine di far sfumare la pace. In seguito partecipò insieme ad Azzone alla dieta che il re indisse a Trento nel febbraio del 1327 dove Giovanni XXII venne accusato di eresia e dichiarato deposto. Ludovico si portò poi con cinquecento cavalieri a Bergamo, dove fu ben accolto, quindi a Como dove incontrò Galeazzo e si riunì con la moglie Margherita II di Hainaut. Galeazzo, memore di quanto accaduto con la discesa di Enrico VII di Lussemburgo, mal sopportava l'intrusione del sovrano tedesco nel suo dominio ma sapendo di non essere amato da parte della nobiltà e dai suoi fratelli preferì fare buon viso a cattivo gioco. D'altra parte Ludovico, malgrado non lo mostrasse, era adirato con il Visconti per la sua volontà di riconciliarsi per quanto possibile con la Chiesa. Il 17 settembre entrò a Milano seguito da quattromila uomini dove fu accolto con tutti gli onori e alloggiò al Broletto Vecchio. Durante la permanenza in città Ludovico ebbe modo di tastare con mano le divergenze che si erano recentemente create tra Galeazzo e Cangrande della Scala. Il veronese arrivò a Milano seguito da centinaia di uomini armati poi fece comprare grandi quantità di cibo e tenne quotidianamente una corte bandita per umiliare il signore di Milano che non se le poteva permettere a causa delle spese dovute alle continue guerre. Dispose inoltre di riaprire la pusterla di Sant'Ambrogio, che si trovava presso il suo alloggio nell'omonimo monastero e di costruire il ponte per oltrepassare la Cerchia dei Navigli. Galeazzo venutolo a sapere diede ordine di distruggerlo ma il giorno successivo Cangrande lo fece ricostruire. La lite proseguì finché il re non fece da paciere. Il 31 maggio Ludovico il Bavaro fu incoronato re d'Italia presso la basilica di Sant'Ambrogio da Guido Tarlati, vescovo di Arezzo, poiché le maggiori cariche ecclesiastiche milanesi avevano da tempo lasciato la città. In giugno il re nominò Galeazzo vicario imperiale in Milano e il fratello Giovanni quale giudice della chiesa milanese. Il 5 luglio però dopo aver fatto adunare un consiglio lo costrinse a deporre nelle sue mani la signoria e lo fece arrestare con l'accusa di aver ucciso il fratello Stefano, morto la sera precedente dopo aver bevuto molto vino. Insieme ad esso furono arrestati anche i fratelli Giovanni e Luchino e il figlio Azzone. Galeazzo, dopo aver convinto il castellano di Monza ad abbandonare il castello su ordine di Ludovico, vi fu imprigionato nei forni insieme ai suddetti. Stefano fu quindi sepolto nella cappella di San Tommaso presso la basilica di Sant'Eustorgio malgrado fosse stato scomunicato. Ludovico nominò quindi un nuovo vicario imperiale, un nuovo podestà, un consiglio generale di ventiquattro membri tutti avversi a Galeazzo e si fece donare 50.000 fiorini d'oro. Il 5 agosto uscì da Milano e alcuni giorni dopo raggiunse Orzinuovi dove radunò i signori ghibellini alleati spiegandogli i motivi dell'arresto del Visconti. Da lì partì per l'incoronazione imperiale alla volta di Roma che raggiunse il 7 gennaio 1328.

### La morte
Avendo saputo dell'arresto dell'amico, Castruccio Castracani si recò a Roma dove cercò in tutti i modi di convincere il nuovo imperatore a rilasciarlo. Ludovico non ne volle sapere e per ripicca il lucchese riaprì le ostilità in Toscana mostrando la sua indipendenza dalle decisioni imperiali. Alla fine l'imperatore cedette e il 25 marzo 1328 Galeazzo fu scarcerato insieme ai fratelli e al figlio con l'ordine però di recarsi in Toscana dove avrebbe aspettato il suo arrivo. Galeazzo obbedì e giuntovi andò subito a trovare Castruccio che gli affidò il comando delle operazioni militari ai danni di Pistoia che si trovava sotto assedio. Quivi il 3 agosto si ammalò, complice lo stato di prostrazione in cui si trovava il suo corpo dopo più di otto mesi di prigionia. Castruccio lo fece portare a Pescia dove morì il 6 agosto all'età di cinquantuno anni. Dopo la celebrazione di funerali solenni fu sepolto nel Duomo di Lucca.

## Aspetto e personalità
Il Corio così lo descrive:
(Bernardino Corio, Storia di Milano)
Il Giulini, in un'analisi più imparziale, ne elenca anche i difetti:
(Giorgio Giulini, Memorie)

## Famiglia e discendenza
Il 24 giugno 1300 sposa Beatrice d'Este, figlia di Obizzo II d'Este, signore di Ferrara e Modena e vedova di Nino Visconti di Pisa, giudice di Gallura. In quell'occasione, lo sposo fu decorato del Cingolo Militare. Beatrice aveva 32 anni e lo sposo 23.
Del matrimonio parla Dante nella Divina Commedia (Canto VIII del Purgatorio).
Figli: 
- Caterina Visconti, figlia naturale, sposò Alaone Spinola, Patrizio Genovese, dei Signori di Busalla (1239), di Isola del Cantone (1256), di Arquata Scrivia (1313), di Tassarolo (1367), ecc. poi chiamati Spinola di Luccoli.
- Azzone I Visconti (1302-1339), sposò Caterina di Savoia-Vaud (1324-1388) figlia di Ludovico II di Savoia-Vaud, Barone di Vaud, signore di Bugey.
- Ricciarda Visconti (1304-1366), sposò il marchese Tommaso del Vasto di Saluzzo (1304 – Saluzzo, 18 agosto 1357) da cui ebbe dodici figli. Uno di essi fu il marchese Federico II di Saluzzo (1332-1396).

## Opere architettoniche legate a Galeazzo Visconti
- Broletto Nuovo (restauri, decorazioni)
- Castello di Monza

## Ascendenza
|                     |                 |                  | Genitori |  |  | Nonni |  |  | Bisnonni           |  |  | Trisnonni       |  |
|                     |                 |                  |          |  |  |       |  |  | Andreotto Visconti |  |  | Ottone Visconti |  |
|                     |                 |                  |          |  |  |       |  |  | Andreotto Visconti |  |  | Ottone Visconti |  |
|                     |                 | …                |          |  |  |       |  |  | Andreotto Visconti |  |  |                 |  |
| Teobaldo Visconti   |                 |                  |          |  |  |       |  |  | Andreotto Visconti |  |  |                 |  |
|                     |                 | Fiorina Mandelli | …        |  |  |       |  |  |                    |  |  |                 |  |
|                     |                 | Fiorina Mandelli | …        |  |  |       |  |  |                    |  |  |                 |  |
|                     |                 | Fiorina Mandelli | …        |  |  |       |  |  |                    |  |  |                 |  |
| Matteo I Visconti   |                 | Fiorina Mandelli |          |  |  |       |  |  |                    |  |  |                 |  |
|                     |                 | …                | …        |  |  |       |  |  |                    |  |  |                 |  |
|                     |                 | …                | …        |  |  |       |  |  |                    |  |  |                 |  |
|                     |                 | …                | …        |  |  |       |  |  |                    |  |  |                 |  |
| Anastasia Pirovano  |                 | …                |          |  |  |       |  |  |                    |  |  |                 |  |
|                     |                 | …                | …        |  |  |       |  |  |                    |  |  |                 |  |
|                     |                 | …                | …        |  |  |       |  |  |                    |  |  |                 |  |
|                     |                 | …                | …        |  |  |       |  |  |                    |  |  |                 |  |
| Galeazzo I Visconti |                 | …                |          |  |  |       |  |  |                    |  |  |                 |  |
|                     | Lanfranco Borri | …                |          |  |  |       |  |  |                    |  |  |                 |  |
|                     | Lanfranco Borri | …                |          |  |  |       |  |  |                    |  |  |                 |  |
|                     | Lanfranco Borri | …                |          |  |  |       |  |  |                    |  |  |                 |  |
| Squarcino Borri     | Lanfranco Borri |                  |          |  |  |       |  |  |                    |  |  |                 |  |
|                     |                 | …                | …        |  |  |       |  |  |                    |  |  |                 |  |
|                     |                 | …                | …        |  |  |       |  |  |                    |  |  |                 |  |
|                     |                 | …                | …        |  |  |       |  |  |                    |  |  |                 |  |
| Bonacossa Borri     |                 | …                |          |  |  |       |  |  |                    |  |  |                 |  |
|                     |                 | …                | …        |  |  |       |  |  |                    |  |  |                 |  |
|                     |                 | …                | …        |  |  |       |  |  |                    |  |  |                 |  |
|                     |                 | …                | …        |  |  |       |  |  |                    |  |  |                 |  |
| Antonia ?           |                 | …                |          |  |  |       |  |  |                    |  |  |                 |  |
|                     |                 | …                | …        |  |  |       |  |  |                    |  |  |                 |  |
|                     |                 | …                | …        |  |  |       |  |  |                    |  |  |                 |  |
|                     |                 | …                | …        |  |  |       |  |  |                    |  |  |                 |  |
|                     |                 | …                |          |  |  |       |  |  |                    |  |  |                 |  |